# 东京理科大学诹访短期大学
东京理科大学诹访短期大学（日语：／ Tōkyo Rika Daigaku Suwa Tankidaigaku *），简称诹访短大，是过去一所位于日本长野县茅野市的私立短期大学。

## 概要

### 简介
- 短期大学成立于1990年[1]、由学校法人东京理科大学经营。招生到于2001年、停办于2003年[2]。

### 历史
- 1990年 东京理科大学诹访短期大学成立并同时设置三个学科、以下列举[2][1]。
  - 电子工学科
  - 生产管理工学科
  - 经营信息学科[注 1]
- 2001年  短期大学招生最后[1]、次年停止招生（正式停办于2003年11月5日[2]）。

## 学校环境
- 校区：在了长野县茅野市

## 历任校长
- 高桥安太郎：第一代短期大学校长[3]。

## 组织

### 学科
- 电子工学科
- 生产管理工学科
- 经营信息学科[注 1]

### 专科
| - 没有 |

### 业余课程
| - 没有 |

## 相关链接
- 日本短期大学列表
- 东京理科大学
- 东京理科大学山口短期大学：停办于1996年。